# گرم‌باد

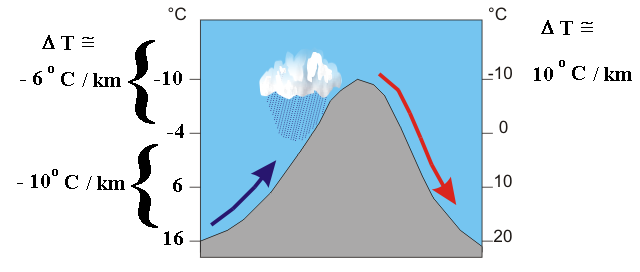
چگونگی ایجاد گرم‌باد

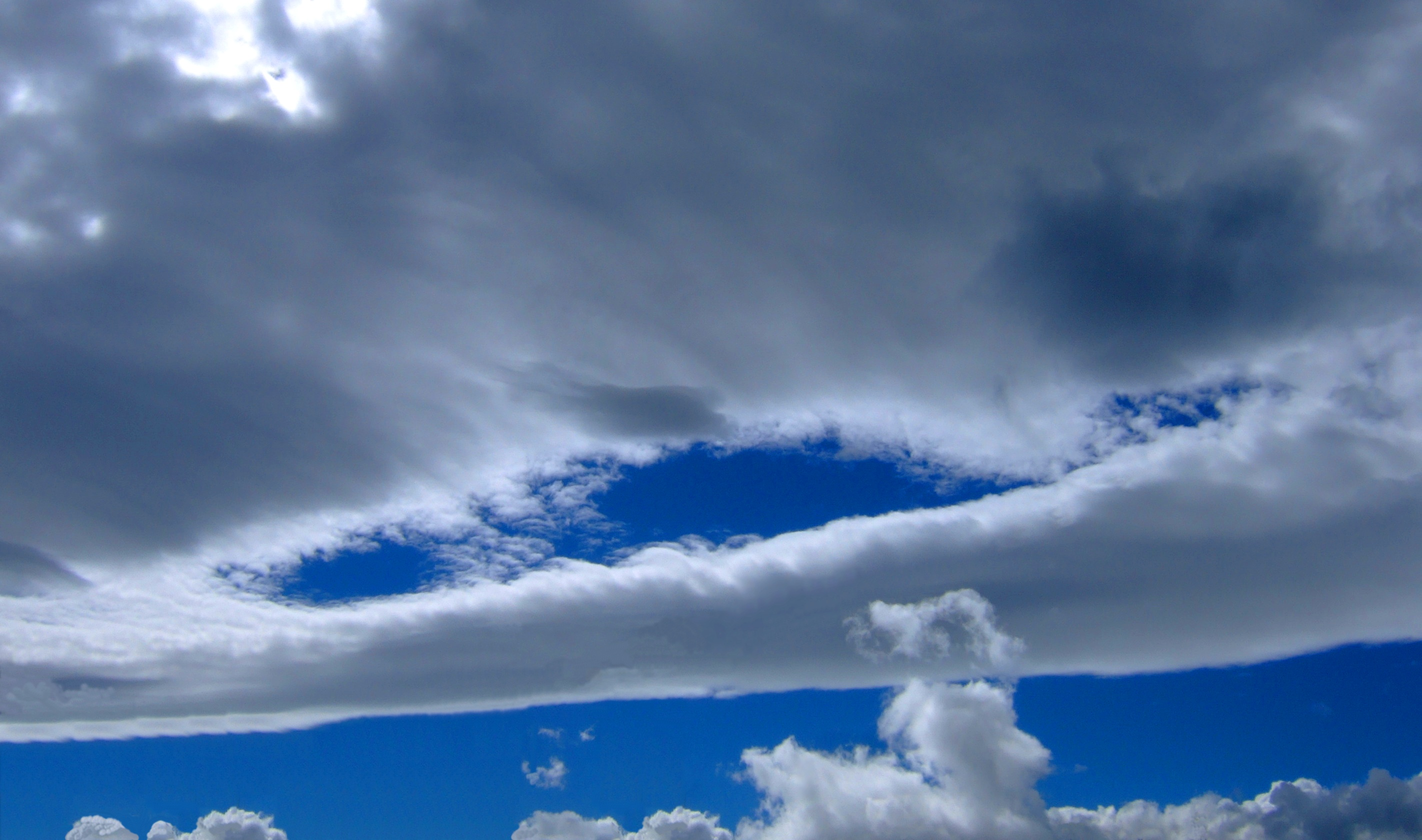
ابرهای حاصل از پدیدهٔ فون در ژنو (سوییس)

گرم‌باد، پدیدهٔ فون یا باد فون (به انگلیسی: Foehn Wind، به آلمانی: Föhn) گونه‌ای از بادی با دمای به‌نسبت گرم و خشک است که در سمت بادپناه کوهستان، از ارتفاعات بیشتر به نقاط پایین‌دست نزول می‌کند و در طی این نزول دمایش افزایش می‌یابد.

## دلیل تشکیل

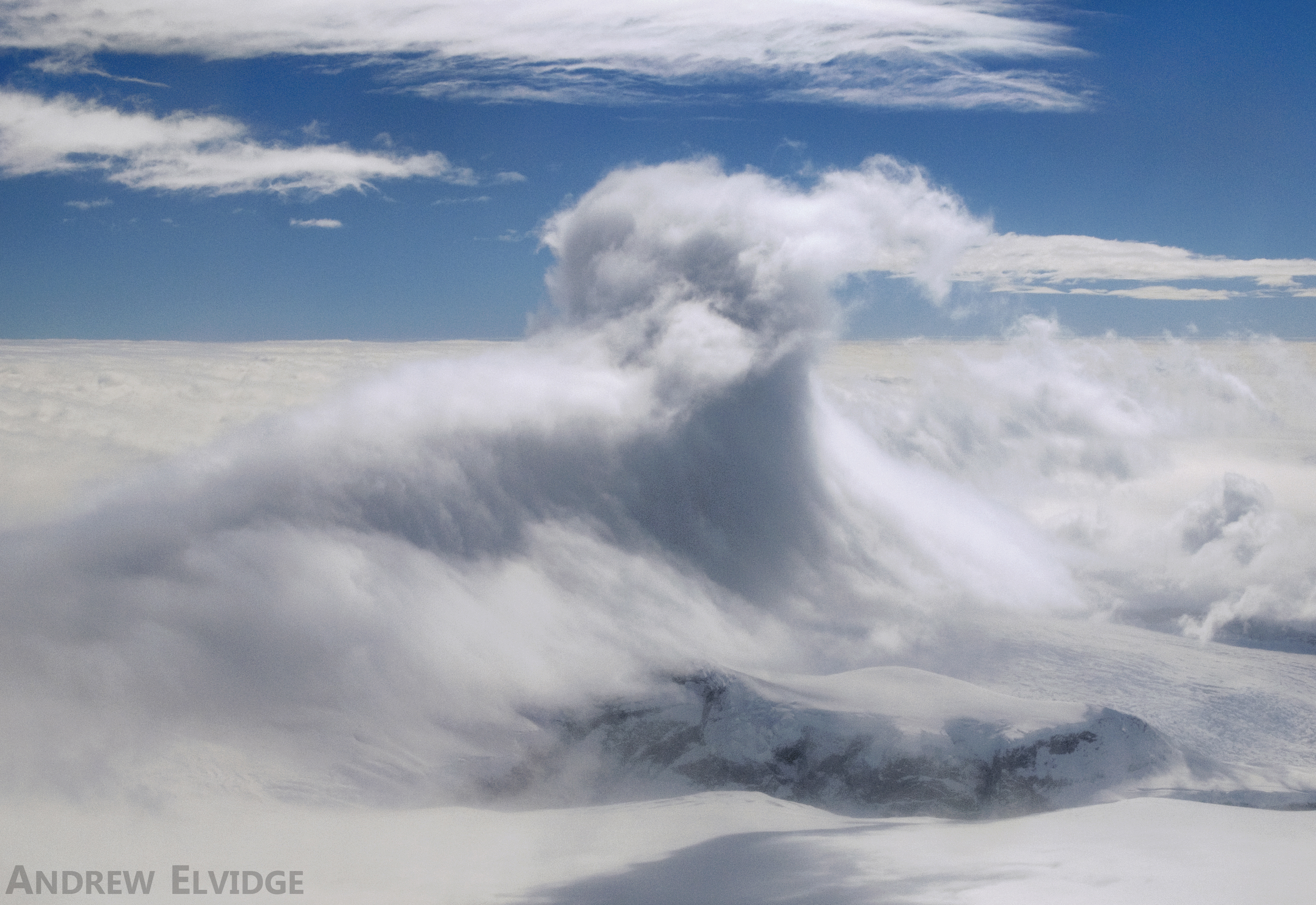
پدیدۀ فون در شبه‌جزیرۀ آنتارکتیکا (قطب جنوب)

هوای مرطوب با برخورد به ارتفاعات مجبور به صعود می‌شود و در طی فرایند صعود با افزایش ارتفاع، دمای هوا کاهش می‌یابد. هنگامی که دمای هوا در حال صعود به میزان معینی کاهش پیدا کرد، بخار آب موجود در هوا به صورت اشباع درآمده و به ابر، مه یا بارش تبدیل می‌شود و به این‌صورت از میزان رطوبت موجود در هوا کاسته می‌شود. هوایی که رطوبت خود را تا حدودی از دست داده، از خط‌الرأس عبور کرده و سپس از دامنه بادپناه کوهستان به ارتفاعات کمتر حرکت می‌کند و در طی این نزول دمایش افزایش می‌یابد. به دلیل نرخ‌های متفاوت نزول آدیاباتیک هوای خشک و مرطوب، دمای هوای خشک نزول‌کننده در دامنهٔ بادپناه، بیشتر از دمای هوا در ارتفاع معادل در دامنه‌ای است که هوای مرطوب از آن صعود کرده بود. نرخ افزایش دما در دامنه‌های بادپناه در حین سرازیر شدن هوا، ۱ درجهٔ سانتیگراد به ازای هر ۱۰۰ متر می‌باشد. با افزایش دما هوا رطوبت نسبی کاهش می‌یابد و جریان هوا به صورت باد گرم و خشک و گاهی پرسرعت بروز می‌کند.

## اثرات و خسارت‌ها
با نزول هوای خشک از کوه، در مدت کوتاهی دمای هوا افزایش شدیدی می‌یابد. به دلیل دمای بالا و مقدار اندک رطوبت، گرم‌باد می‌تواند به سرعت باعث ذوب‌شدن برف و یخ در ارتفاعات و بروز سیلاب گردد. احتمال وقوع بهمن در ارتفاعات به دلیل وزش باد شدید و نیز افزایش سریع دمای هوا بسیار زیاد است.

## مناطق تحت تأثیر
در ایران، گرم‌باد یکی از پدیده‌های دامنه‌های شمالی البرز در فصل سرماست. در استان گیلان از این باد با نام گرمش و در اردبیل با نام گرمیج یاد می‌شود موارد متعدد آتش‌سوزی جنگل‌ها در استان‌های شمالی ایران مانند گیلان و مازندران در هنگام این پدیده گزارش شده‌است. این باد در دامنه‌های کوه‌های راکی در آمریکا با نام باد چینوک شناخته می‌شود و در اروپا از آن با نام باد فون یاد می‌شود